# Mekarjaya (Cimahi)
Mekarjaya is een bestuurslaag in het regentschap Kuningan van de provincie West-Java, Indonesië. Mekarjaya telt 2489 inwoners (volkstelling 2010).